# Santa Maria de Palau de Rialb
Santa Maria de Palau és l'església parroquial del nucli del Palau de Rialb, al municipi de la Baronia de Rialb (Noguera), inclosa en l'Inventari del Patrimoni Arquitectònic de Catalunya.
El març de 2020 va ser declarada Bé Cultural d'Interès Nacional, en la categoria de Monument Històric.

## Situació
Està situada a la part central-ponentina del terme municipal, a la carena del marge esquerre del barranc de Torreblanca, prop de la carretera C-1412b (de Ponts a Tremp). Visible des de la mateixa carretera, s'hi accedeix des del punt quilomètric 15,9 (42° 00′ 52″ N, 1° 10′ 06″ E / 42.014523°N,1.168391°E). Està molt ben senyalitzat.

## Descripció

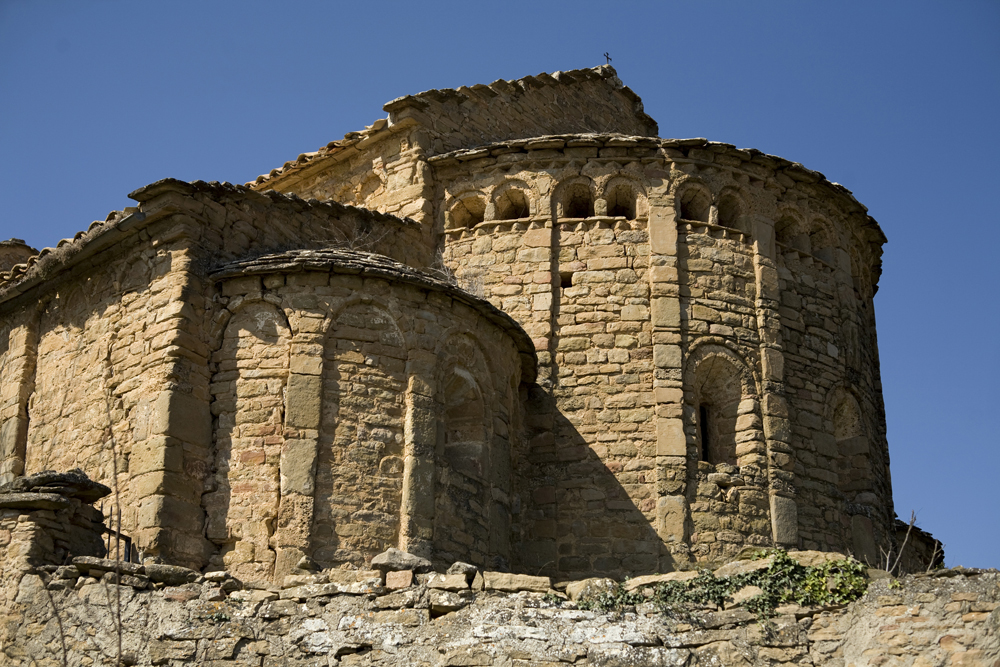
Absis.

És una església de tres naus, separada per tres arcades i absis nord convertit en sagristia. Volta de canó esfondrada i coberta amb encavallades de fusta i teula. Arcuacions tot al llarg del mur sud en els seus dos nivells, igual que la resta del mur nord romànic. Porta de ponent amb impostes i arcades decorada amb dents de serra. Porta també de mig punt a migdia. Campanar de paret a ponent sobre la finestra espitllerada del cor. Absis amb tres finestres, la central tapiada i lesenes. Absidioles amb finestra central i lesenes.

## Història
L'any 809 és esmentada a propòsit de l'acta de consagració de la Catedral de la Seu d'Urgell. Els segles xi i xii es consuma la construcció de les esglésies romàniques de la Baronia de Rialb. Les llindes de la casa pairal daten de 1646-1652. Entre els anys 1914 i 1916 hi ha l'aixecament de plànol i descripció per Msn. Serra i Vilaró i fotografies per en Josep Puig i Cadafalch. A més es reconstrueix els murs i les cobertes i s'enderroca el campanar. Durant la guerra civil espanyola s'hi saquegen i cremen elements històrics i artístics. L'any 1954 s'erigeixen els altars actuals pintats per A. Gabriel de Ponts.